# La nuit merveilleuse
La nuit merveilleuse è un film del 1940 diretto da Jean-Paul Paulin.